# 长管大青
长管大青（学名：Clerodendrum indicum）为唇形科大青属的植物。分布在印度尼西亚、中南半岛、孟加拉、尼泊尔、马来西亚以及中国大陆的云南、广东等地，生长于海拔450米至1,000米的地区，常生于向阳山坡或路边草丛中，目前尚未由人工引种栽培。

## 别名
长管假茉莉（云南植物志）